# Ostrov (district de Havlíčkův Brod)
Pour les articles homonymes, voir Ostrov (homonymie).
Ostrov (en allemand : Wostrow) est une commune du district de Havlíčkův Brod, dans la région de Vysočina, en République tchèque. Sa population s'élevait à 161 habitants en 2020.

## Géographie
Ostrov est bordée par la Sázava au sud et se trouve à 2 km à l'est du centre de Ledeč nad Sázavou, à 23 km à l'ouest-nord-ouest de Havlíčkův Brod, à 39 km au sud-est de Jihlava et à 76 km au sud-est de Prague.
La commune est limitée par Hradec au nord, par Pavlov et Vilémovice à l'est, par Ledeč nad Sázavou au sud et à l'ouest.

## Histoire
La première mention écrite de la localité date de 1408.